# İsmet Güney
İsmet Vehit Güney (Limassol, 1923. július 15. – Lefkoşa, 2009. június 23.) ciprusi török művész, karikaturista, tanár és festő. A Ciprusi Köztársaság modern zászlajának, az ország címerének és az eredeti ciprusi lírának a tervezője.

## Életútja
1923. július 15-én született Limassolban. Középiskolás korában kezdett festeni. 1948-ban diplomázott a Tanárképző Főiskolán. 1948 és 1977 között a Lefkoşa Erkek Lisesi művészet és történelem tanára volt. 1956-ban találkozott Ibrahim Çallı török festőművésszel, akivel 1960-ig – Çallı haláláig – együtt dolgozott.
1947-ben az első ciprusi török festő volt, aki önálló művészeti kiállítást nyitott. Számos egyéni kiállítása volt, valamint részt vett csoportos kiállításokon Cipruson és külföldön is. 1967-ben egy ösztöndíj lehetővé tette számára, hogy a Belfast Queen's University Stranmills College-ban tanuljon. 1986-ban nagyszabású retrospektív kiállítása volt Nicosiában. Élete vége felé grafikával és színleválasztással foglalkozott.
2009. június 23-án, 85 éves korában rákban halt meg.

## A ciprusi zászló megalkotása
A ciprusi zászló bevezetése előtt Törökország és Görögország zászlaját használták Cipruson. A jelenlegi zászlót egy 1960-as tervpályázat eredményeként hozták létre. Az alkotmány értelmében a zászló nem tartalmazhat sem piros, sem kék színt (Törökország és Görögország zászlainak színei), sem keresztet vagy félholdot.
A nyertes terv İsmet Güney javaslata alapján készült. A tervet III. Makariosz, a Ciprusi Köztársaság elnöke választotta ki Fazıl Küçük akkori alelnök beleegyezésével 1960-ban. Güney fizetést kért a Ciprusi Köztársaság kormányától a zászlótervéért, valamint a szerzői jogokért, de soha nem kapott fizetést a munkájáért.

## Fordítás
Ez a szócikk részben vagy egészben  a(z)   İsmet Güney című angol Wikipédia-szócikk ezen változatának fordításán alapul.  Az eredeti cikk szerkesztőit annak laptörténete sorolja fel. Ez a jelzés csupán a megfogalmazás eredetét és a szerzői jogokat jelzi, nem szolgál a cikkben szereplő információk forrásmegjelöléseként.